# Inés Ballester
Inés Ballester (Borriana, Castelló, 28 de setembre de 1958) és una periodista i presentadora valenciana.

## Biografia
Llicenciada en Periodisme per la Universitat Autònoma de Barcelona, va iniciar la seua carrera a la Cadena Ser per a passar després al magazín diari de Radio Nacional de España. Al cap d'uns anys fa el salt a la televisió, primer al centre territorial de TVE a València, Aitana, com a cap de programes i després passa a Canal 9, on el seu rostre es va fer popular per programes com Inés de nit, Les mil i una i Enamorats. De Canal 9 passa a Telemadrid i després de tres anys és fitxada per Antena 3 al 1997. El 2001 torna a TVE a on presenta el programa matinal Por la mañana, amb Iñaki del Moral, durant sis temporades. El programa es va acomiadar al març de 2008. Tanmateix, poc després Ballester comença un altre matinal a La Uno, en aquest cas els caps de setmana, amb el títol El día por delante, estrenat el 24 de maig de 2008. L'espai, però, no va arribar als tres mesos en antena.
Des del 2009 col·labora en el programa Julia en la onda, a Onda Cero, amb Júlia Otero.
Al gener del 2010 torna a TVE per copresentar amb Carmen Sevilla el programa Cine de Barrio.
Ballester ha escrit dos llibres de receptes de cuina titulats "Cocina con corazón" i "Cocina con más corazón", que inclouen algunes de les millors receptes que ha presentat en el seu programa.

## Treballs destacats en televisió
- Inés de nit (Canal 9)
- Les mil i una (Canal 9)
- El rogle (Canal 9)
- Te'n recordes? (Canal 9)
- Simplement viure (Canal 9)
- Enamorats (Canal 9)
- Sucedió en Madrid (Telemadrid) (1994-1997)
- En Antena (Antena 3) (1997-1998)
- Ver para creer (Antena 3) (1999)
- Sabor a verano (Antena 3) (1999)
- El bus (Antena 3) (2000)
- Flashback (TVE 1) (2002)
- Ay, mi madre (TVE 1) (2002)
- Por la mañana (TVE 1) (2002-2008)
- El día por delante (TVE 1) (2008-)
- Cine de Barrio (TVE 1) (2010-) Copresentadora
- Sin ir más lejos (TVE 1) (2010-) Col·laboradora

## Premis
- Antena de Oro (2005), en la categoria de televisió, per la seua tasca conduint el programa Por la mañana.